# Götz Neuneck

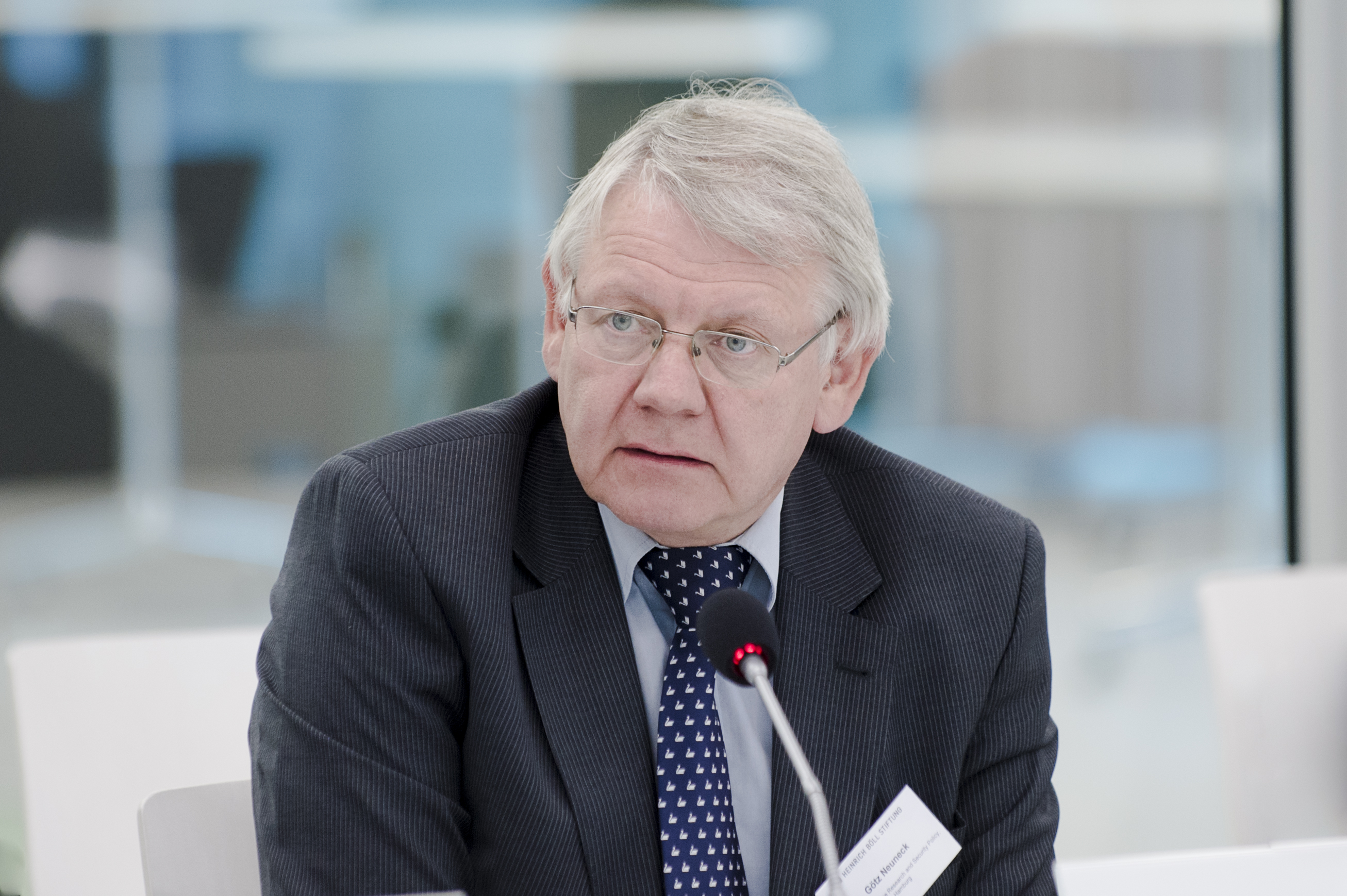
Götz Neuneck (2013)

Götz Neuneck (* 8. Januar 1954 in Goslar) ist ein deutscher Physiker und Friedensforscher. Er war Stellvertretender Wissenschaftlicher Direktor des Institut für Friedensforschung und Sicherheitspolitik an der Universität Hamburg (IFSH) von 2009 bis 2019.

## Leben
Götz Neuneck studierte an der Universität Düsseldorf Physik (Diplom 1983) und ging danach zur Arbeitsgruppe Afheldt in der Max-Planck-Gesellschaft in Starnberg. Nach der Promotion in Mathematik an der Universität Hamburg war er wissenschaftlicher Mitarbeiter unter Egon Bahr und Dieter S. Lutz am Institut für Friedensforschung und Sicherheitspolitik an der Universität Hamburg (IFSH). Seit 2001 lehrt er im Studiengang „Peace and Security Studies“ an der Universität Hamburg, den er von 2008 bis 2019 leitete.  Zu seinen Forschungsschwerpunkten gehören Abrüstung, Rüstungskontrolle und Rüstungstechnologien, Nichtverbreitung von Massenvernichtungswaffen, Raketenabwehr, Raketenproliferation und Weltraumtechnologien. Er ist Mitglied des Vorstandsrates der Deutschen Physikalischen Gesellschaft (DPG), die ihm 2020 ihre Ehrennadel verlieh, Vorsitzender der Arbeitsgruppe „Physik und Abrüstung“ der DPG und Pugwash-Beauftragter der Vereinigung Deutscher Wissenschaftler (VDW) sowie Mitglied des Council der Pugwash Conferences on Science and World Affairs. Er ist Mitglied des Willy-Brandt-Kreises.
Im Mai 2022 wurde er mit dem Bundesverdienstkreuz am Bande für sein Lebenswerk ausgezeichnet.

## Werke (Auswahl)
- Götz Neuneck (Hrsg.): Europa und der Ukrainekreig. Chancen und Herausforderungen für eine zukünftige Friedens- und Sicherheitspolitik. Mitteldeutscher Verlag, Halle 2024, ISBN 978-3-96311-938-5.
- Hans J. Gießmann, Götz Neuneck (Hrsg.): Streitkräfte zähmen, Sicherheit schaffen, Frieden gewinnen – Festschrift für Reinhard Mutz, Nomos-Verlag, Baden-Baden, 2008, ISBN 978-3-8329-3608-2.